# Facezia
La facezia (o motto di spirito, ma anche semplicemente motto) è un genere letterario.

## Storia
Esso è stato oggetto di attenzione già a partire dalla riflessione antica sulla retorica (se ne parla nel De oratore di Cicerone e nella Institutio oratoria di Quintiliano, con l'intento di studiare il ruolo del motto nella pratica oratoria).
Nella tradizione romanza, la facezia è invece collegata alla novella. Come già accadeva nel Novellino, le novelle in più occasioni terminavano e si risolvevano con un motto di spirito: un personaggio si impone sugli altri o supera una situazione incresciosa attraverso l'uso dell'arguzia profusa nella parola. Tutta la sesta giornata del Decameron è dedicata all'abilità con cui vengono usati i motti di spirito ("si ragiona di chi con alcun leggiadro motto, tentato, si riscotesse, o con pronta risposta o avvedimento fuggì perdita o pericolo o scorno").
Non di rado, il termine "facezia" indicò una novella breve di taglio comico, il cui pretesto narrativo era scelto tra circostanze curiose o paradossali.
È nel secolo XV che la facezia diviene un vero e proprio genere letterario, in cui si incontrano l'indagine degli intellettuali umanisti e la passione popolare (particolarmente forte nel municipio di Firenze) per il gioco di parole e per i contenuti piccanti. Poggio Bracciolini scrisse un Liber facetiarum, che ebbe grande successo e a cui seguì una notevole produzione di raccolte in volgare (ad es., le Facezie di Ludovico Carbone o i Detti piacevoli di Poliziano).
Di notevole successo fu anche la raccolta Motti e facezie del piovano Arlotto, genuino prodotto del gusto popolare fiorentino, di forte impronta realistica, che si presenta come registrazione dei motti di Arlotto Mainardi, parroco della pieve di San Cresci in Maciuoli (di qui il termine "piovano"), che viene ritratto come gran viaggiatore e conoscitore delle cose del mondo.
Anche nel secolo XVI questo genere letterario ebbe discreta fortuna, tanto che si registrano diverse iniziative editoriali tese a raccoglierne la tradizione (ad esempio, la raccolta di Ludovico Domenichi del 1548).